# Alain Pelletier
Pour les articles homonymes, voir Pelletier (homonymie).
Alain Pelletier (1933-2025) est un dirigeant d'entreprise, industriel et dirigeant français de basket-ball, président la Ligue nationale de basket-ball entre 1999 et 2003.

## Biographie
Alain Pelletier nait le 2 juin 1933 à Lapalisse dans le département de l'Allier. Après des études chez les Maristes puis une école technique à Thiers, il commence à travailler à 17 ans dans la société d'Antoine Marleix, spécialisé dans l'installation électrique des bâtiments dans le bassin vichyssois. En 1962, avec Julien Forissier, un autre cadre de l'entreprise, il reprend l'entreprise qui devient la SAEM, Société des Anciens Établissements Matheix, qui va se développer pour devenir une ETI présente dans les énergies renouvelables, le génie électrique, climatique et hydraulique et la télégestion. Il va la présider pendant plus de 50 ans. Il dirigera également une entreprise de distribution de carburant, Total Lagarde à Cusset.
Alain Pelletier est président de la Jeanne d'Arc Vichy entre 1978 et 1989.
En 1985, il est membre de la Commission exécutive du haut niveau de la FFBB, puis devient trésorier de la nouvelle ligue professionnelle créée en 1987, sous l'appellation « Comité des clubs de haut niveau » (qui devient la LNB en 1990). Il conserve son poste de trésorier jusqu’en 1999, puis prend la succession de Jean Bayle-Lespitau à la présidence la LNB.
Pendant son mandat à la tête de la Ligue, il est à l'initiative de l'organisation du All-Star Game à Bercy à partir de 2002 mais son mandat est aussi marqué par la faillite du CSP Limoges, un des clubs phare du basket français. 
Il est désigné président d'honneur de la LNB par acclamation en septembre 2003, après l'élection de son successeur, René Le Goff.
Alain Pelletier est décédé le 29 juin 2025 à Bellerive-sur-Allier à l'âge de 92 ans.

## Distinction
- Chevalier de la Légion d’honneur (2005)[2].